# F. W. Friederich
Fritz Wilhelm Friederich (* 25. März 1912 in München; † 14. August 1993) war ein deutscher Maler und Grafiker.

## Leben
Friederich wurde in München geboren und absolvierte von 1926 bis 1931 eine Ausbildung als Holz- und Steinbildhauer. Von 1930 bis 1931 studierte er außerdem vier Semester an der Staatlichen Granitbildhauerfachschule in Wunsiedel, anschließend arbeitete er bis 1935 als Bildhauer an der Staatlichen Dombauhütte Regensburg. Danach war er bis zum Ruhestand 1974 bei verschiedenen Landes- und Kommunalbehörden mit grafisch-künstlerischen Aufgaben betraut.
Ausstellungen mit Werken von F. W. Friederich fanden ab 1946 statt, vor allem im Allgäu und an seinem Wohnort Heilbronn. Mehrere seiner Werke wurden von der öffentlichen Hand aufgekauft, darunter von der Regierung von Schwaben, der Regierung von Nordwürttemberg, der Stadt Kempten und der Stadt Heilbronn.